# Гортова, Мария Дмитриевна
Мария Дмитриевна Гортова (2 августа 1911, Московская губерния — 2 июля 1987) — доярка молочного племенного совхоза «Лесные Поляны» Министерства совхозов СССР (Пушкинский район Московской области). Герой Социалистического Труда.

## Биография
Мария Гортова родилась в 1911 году.
С 1930 года начала работать в молочном племенном совхозе «Лесные Поляны» Министерства совхозов СССР, была новичком в совхозном производстве. С годами менялись и методы кормления в хозяйстве, появлялось новое оборудование. Для получения новых знаний Мария Дмитриевна садилась читать учебники.
Первое время, когда совхоз только поднимался, осваивал новые земли, строился, обзаводился скотом, надои содержали невысокие показатели. С первых дней работы доярка Мария Гортова стала прилагать все усилия для достижения лучшей упитанности скота, увеличения удоев. Она ухаживала за коровами, правильно и своевременно кормила их, содержала в чистоте помещение.
Удои постепенно увеличивались. После того, как в совхозе была создана хорошая кормовая база, построены новые механизированные скотные дворы, где коровы содержались в отличном состоянии, доярка стала добиваться рекордных удоев. От каждой коровы М. Д. Гортова надаивала ежегодно от 6 до 8 тысяч литров молока, а всего за более 20 работы в совхозе она надоила 1 млн литров молока. Она хорошо знала повадки закреплённых за нею коров, к каждой из них у неё был свой подход. Мария готовила и кормила коров той едой, которую они хотят (составлялся «персональный» рацион питания). Еженедельно Мария Дмитриевна мыла своих питомцев, всегда поддерживала коровник в образцовом состоянии.
За высокие трудовые достижения Мария Дмитриевна Гортова была удостоена звания Героя Социалистического Труда.
По состоянию на 1954 год М. Д. Гортова являлась лучшей дояркой совхоза.
Похоронена на Невзоровском кладбище в Пушкинском районе Московской области.

## Награды
- Герой Социалистического Труда;
- Орден Ленина, медаль.